# Limnes kai Limnοthalasses tis Thrakis - Eyruteri periοchi kai Paraktia Zoni
Limnes kai Limnοthalasses tis Thrakis - Eyruteri periοchi kai Paraktia Zoni este o arie protejată (arie specială de conservare — SAC, sit de importanță comunitară — SCI) din Grecia întinsă pe o suprafață de 28.605,99 ha, integral pe uscat.

## Localizare
Centrul sitului Limnes kai Limnοthalasses tis Thrakis - Eyruteri periοchi kai Paraktia Zoni este situat la coordonatele 40°57′20″N 25°11′27″E / 40.955584°N 25.190851°E.

## Înființare
Situl Limnes kai Limnοthalasses tis Thrakis - Eyruteri periοchi kai Paraktia Zoni a fost declarat sit de importanță comunitară în august 1996 pentru a proteja 19 specii de animale. Situl a fost protejat și ca arie specială de conservare în martie 2011.

## Biodiversitate
Situată în ecoregiunile marină mediteraneană și mediteraneană, aria protejată conține 21 de habitate naturale: Bancuri de nisip acoperite în permanență slab de apă marină, Straturi cu Posidonia (Posidonion oceanicae), Estuare, Terase mlăștinoase și terase nisipoase neacoperite de apă la reflux, Lagune de coastă, Recifuri, Vegetație anuală la limita mareei, Salicornia și alte specii anuale care populează regiunile mlăștinoase și nisipoase, Pășuni mediteraneene udate de apa mării (Juncetalia maritimi), Tufărișuri halofile mediteraneene și termo-atlantice (Sarcocornetea fruticosi), Dune mobile cu vegetație embrionară, Dune mobile de-a lungul țărmului cu Ammophila arenaria („dune albe”), Depresiuni intradunale umede, Dune cu Euphorbia terracina, Ape stătătoare oligotrofe până la mezotrofe, cu vegetație de Littorelletea uniflorae și/sau de Isoëto-Nanojuncetea, Lacuri eutrofice naturale cu vegetație de tip Magnopotamion sau Hydrocharition, Râuri mediteraneene cu debit permanent cu specii de Paspalo-Agrostidion și galerii riverane de Salix și de Populus alba, Pajiști umede mediteraneene cu ierburi înalte de Molinio-Holoschoenion, Păduri panonice-balcanice de stejar turcesc - stejar sesil, Galerii de Salix alba și de Populus alba, Galerii și tufărișuri riverane sudice (Nerio-Tamaricetea și Securinegion tinctoriae).
La baza desemnării sitului se află mai multe specii protejate:
- amfibieni (2): izvoraș-cu-burta-galbenă (Bombina variegata), Triturus karelinii
- mamifere (2): vidră de râu (Lutra lutra), dihor pătat (Vormela peregusna)
- nevertebrate (2): Lindenia tetraphylla, rădașcă (Lucanus cervus)
- pești (7): Alburnus vistonicus, Alosa fallax, Alosa vistonica, Aphanius fasciatus, Barbus cyclolepis, Cobitis taenia Complex, boarță (Rhodeus amarus)
- reptile (6): șarpele cu patru dungi (Elaphe quatuorlineata), țestoasa de baltă (Emys orbicularis), Mauremys rivulata, Testudo graeca, țestoasă bănățeană (Testudo hermanni), elaphe situla (Zamenis situla)

Pe lângă speciile protejate, pe teritoriul sitului au mai fost identificate 2 specii de plante, 177 de specii de păsări, 8 specii de amfibieni, 20 de specii de mamifere, 3 specii de nevertebrate, 5 specii de pești, 9 specii de reptile.